# Tetragnatha sociella
Tetragnatha sociella là một loài nhện trong họ Tetragnathidae.
Loài này thuộc chi Tetragnatha. Tetragnatha sociella được Ralph Vary Chamberlin miêu tả năm 1924.